# Coyne Airways
Coyne Airways – brytyjskie linie lotnicze cargo z siedzibą w Londynie. Zostały założone w 1994 roku. W skład floty linii wchodzą cztery samoloty, obsługujące planowe loty do Gruzji, Armenii, Azerbejdżanu, Kazachstanu, Afganistanu i Zjednoczonych Emiratów Arabskich. Główne bazy linii znajdują się na lotniskach: Londyn-Stansted, Kolonia-Bonn, Dubaj i Tbilisi.

## Historia
Coyne Airways zostały założone i rozpoczęły swoją działalność w 1994 roku Początkowo specjalizowały się w lotach czarterowych do Wspólnoty Niepodległych Państw (większość byłych republik Związku Radzieckiego). W 1997 roku zapoczątkowały planowe loty cargo w rejony Morza Kaspijskiego, do Baku, a później również do Tbilisi, Aktau, Atyrau i Uralska. Od grudnia ten rejon obsługiwany jest przez Boeinga 747-400F z londyńskiego Stansted i Kolonii do Tbilisi, skąd mniejsze samoloty rozwożą ładunki w regionie.
W lipcu 2002 zainaugurowano połączenie pomiędzy Seulem a Jużnosachalińskiem, które wyszło naprzeciw potrzebom przemysłu olejowego i gazowego na wyspie Sachalin w Rosji.
Coyne Airways należą do Coyne Aviation (właścicielem jest rodzina Coyne).

## Flota
Skład floty Coyne Airways (stan na październik 2011):
| Model           | Liczba |
| --------------- | ------ |
| Antonov An-12   | 1      |
| Boeing 747-400F | 1      |
| Iljuszyn Ił-76  | 1      |
| Tupolew Tu-204C | 1      |
| Razem:          | 4      |

## Porty docelowe
- Afganistan
  - Bagram – Baza lotnicza Bagram
  - Kabul – Port lotniczy Kabul
  - Kandahar – Port lotniczy Kandahar
- Armenia
- Erywań – Port lotniczy Erywań
- Azerbejdżan
  - Baku – Port lotniczy Baku
- Gruzja
  - Tbilisi – Port lotniczy Tbilisi (baza)
- Irak
  - Bagdad – Port lotniczy Bagdad
  - Balad – Port lotniczy Al-Bakr
  - Arbela – Port lotniczy Arbela
  - As-Sulajmanijja – Port lotniczy Sulajmanijja
- Kazachstan
  - Aktau – Port lotniczy Aktau
  - Atyrau – Port lotniczy Atyrau
  - Uralsk – Port lotniczy Orał Ak Żoł
- Niemcy
  - Kolonia/Bonn – Port lotniczy Kolonia/Bonn (baza)
- Turkmenistan
  - Aszchabad – Port lotniczy Aszchabad
  - Turkmenbaszy – Port lotniczy Turkmenbaszy
- Wielka Brytania
  - Londyn – Port lotniczy Londyn-Stansted (baza)
- Zjednoczone Emiraty Arabskie
  - Dubaj – Port lotniczy Dubaj (baza)